# Nirupama Sanjeev
Nirupama Sanjeev (nazwisko panieńskie Vaidyanathan; ur. 8 grudnia 1976 w Coimbatore) – indyjska tenisistka.
Zaczęła grać w tenisa mając pięć lat. Pierwszym turniejem, w jakim zagrała, był krajowy turniej dla dzieci poniżej 12 lat, w którym doszła do półfinału. Rok później, jako trzynastolatka, zdobyła tytuł na turnieju w grupie do 14 lat. W 1991 roku powtórzyła sukces w tej samej grupie wiekowej. Potem, w latach 1992–1996 zdobywała już tytuły krajowe jako seniorka. Nie występowała tylko w turniejach dla dziewcząt, ale w większości przypadków umieszczana była w drabinkach turniejowych dla chłopców i wiele z nich wygrała.
W 1996 roku przeprowadziła się do Luksemburga i zaczęła trenować tenis profesjonalnie. W wieku osiemnastu lat zaczęła brać udział w zawodowych turniejach, głównie w Europie. Pierwszy turniej rangi ITF wygrała w listopadzie 1996 roku w Bad Gogging, pokonując w finale Ralucę Sandu. W tym samym roku zagrała w kwalifikacjach do turnieju WTA Tour w Luksemburgu, ale w decydującym o awansie do fazy głównej meczu przegrała z Niemką Janą Kandarr. Przez następne kilka lat grała głównie w turniejach rangi ITF i w kwalifikacjach do turniejów WTA i turniejów wielkoszlemowych, ale nie udało jej się zakwalifikować do turniejów głównych.
W 1998 roku, dzięki dzikiej karcie, zagrała w wielkoszlemowym Australian Open. Wygrywając w pierwszej rundzie turnieju głównego z Włoszką Glorią Pizzichini, stała się pierwszą kobietą pochodzącą z Indii, która wygrała mecz w turnieju wielkoszlemowym. W drugiej rundzie przegrała z Magdaleną Grzybowską.
Reprezentowała też wielokrotnie swój kraj w rozgrywkach Pucharu Federacji.

## Wygrane turnieje rangi ITF
| turnieje z pulą nagród 100 000 $ |
| turnieje z pulą nagród 75 000 $  |
| turnieje z pulą nagród 50 000 $  |
| turnieje z pulą nagród 25 000 $  |
| turnieje z pulą nagród 15 000 $  |
| turnieje z pulą nagród 10 000 $  |

### Gra pojedyncza
|    | Data       | Turniej     | Kat. | ($)    | Naw.     | Finalistka              | Wynik    |
| 1. | 17/11/1996 | Bad Gogging | ITF  | 25 000 | dywanowa | Raluca Sandu            | 6:4, 6:1 |
| 2. | 23/04/2000 | Nowe Delhi  | ITF  | 10 000 | twarda   | Sai-Jayalakshmy Jayaram | 6:3, 6:2 |